# Oskar Wesche
Oskar Wesche (* 14. Februar 1869 in Kopenhagen; † 6. Oktober 1951) war ein dänischer Kaufmann.

## Leben
Oskar Wesche war der Sohn des Dachdeckers und Kaufmanns Wilhelm Wesche († 1876) und dessen Frau Elisabeth Schumacher († 1904). Sein Bruder Albert Wesche (1871–1951) war Laborleiter für die Danske Statsbaner. Oskar Wesche war verheiratet mit Olga Nissen (1878–1969), Tochter des Pastors H. F. Nissen († 1899) und dessen Frau Josephine Nissen. Aus der Ehe entstammte unter anderem der Sohn Hans-Henrik Oskar Wesche (1914–1990), der Leiter von Grønlands Kommando wurde.
Oskar Wesche durchlief eine Handelsausbildung in Slagelse und arbeitete von 1894 bis 1897 als Buchhalter für die Gebrüder Levy. Von 1898 von 1905 war er Bürochef der Kopenhagener Brauereien und Mälzereien. Von 1905 bis 1908 leitete er die Ausrüstungsabteilugn von Det Forenede Dampskibs-Selskab. Als Den Kongelige Grønlandske Handel 1908 im Zuge der Gründung von Grønlands Styrelse dieser untergeordnet wurde, wurde Oskar Wesche zum Handelschef für Grönland ernannt. 1909 unternahm er gemeinsam mit Knud Rasmussen eine Reise mit dem Motorboot entlang der grönländischen Westküste. 1912 wurde er von Carl Siegfred Ryder abgelöst. Anschließend begann er privat mit dem Handel von grönländischem Tran und Fellen in Kopenhagen. Er starb 1951 im Alter von 82 Jahren.